# Randy Fasani
(en) Statistiques sur pro-football-reference
Randy Mark Fasani (né le 18 septembre 1978 à Sacramento) est un joueur américain de football américain, reconverti dans le métier d'officier de police.

## Enfance
Fasani fait ses études à la Del Oro High School de Loomis. Durant ses années lycée, il permet avec ses passes de parcourir 5299 yards ainsi que cinquante-trois passes pour touchdowns et à parcourt 654 yards individuellement sur des courses et marqué seize touchdowns. Il est déjà promis à un grand avenir selon les magazine USA Today et Parade.

## Carrière

### Université
Ensuite, il décide d'aller étudier à l'université Stanford où il est le quarterback titulaire lors des saisons 2000 et 2001. Lors de la saison 1999, il joue comme quarterback occasionnel et aussi de tight end à certains moments. Il reçoit une mention honorable de la part de l'académie de la conférence Pac 10. 
En 2000, il est titulaire lors de huit matchs et finit la saison avec 1400 yards parcourus à la passe, onze passes pour touchdowns et six interceptions. Il marque aussi deux touchdowns individuels sur des courses. Il finit sa carrière universitaire après la saison 2001 avec une mention honorable de la conférence Pac 10, après avoir réalisé 1479 yards à la passe, treize passes pour touchdowns et quatre interceptions.

### Professionnel
Randy Fasani est sélectionné lors du cinquième tour du draft de la NFL de 2002 par les Panthers de la Caroline au 137e choix. Il ne joue en NFL que sa saison de rookie, jouant quatre matchs dont un comme titulaire mais il déçoit en ne réussissant que quinze passes sur quarante-quatre tentées et ne donnant aucune passe pour touchdowns, se faisant même intercepté quatre passes. Il se fait sacké aussi à sept reprises en quatre matchs. Il est libéré par les Panthers après cette saison chaotique.
Il fait en 2003 deux essais chez les Jets de New York et chez les Bills de Buffalo mais il n'est retenu par aucune de ses deux équipes et tire un trait après ces échecs sur sa carrière de footballeur.

## Reconversion
Après sa carrière, Fasani est engagé comme officier de police dans la ville de Visalia en Californie avant d'être muté à Roseville, toujours en Californie.